# Dżambia

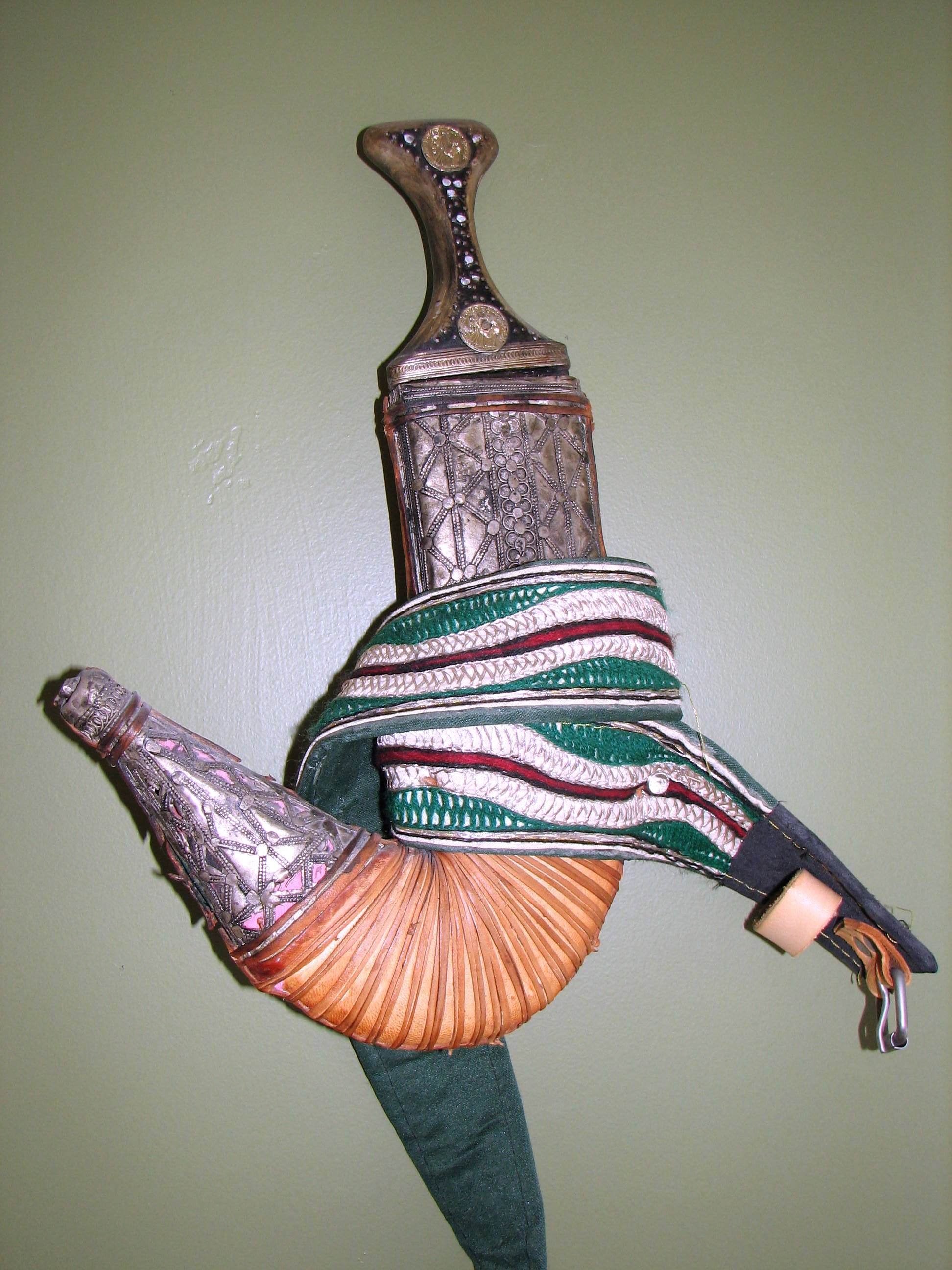
Nóż dżambia z Jemenu

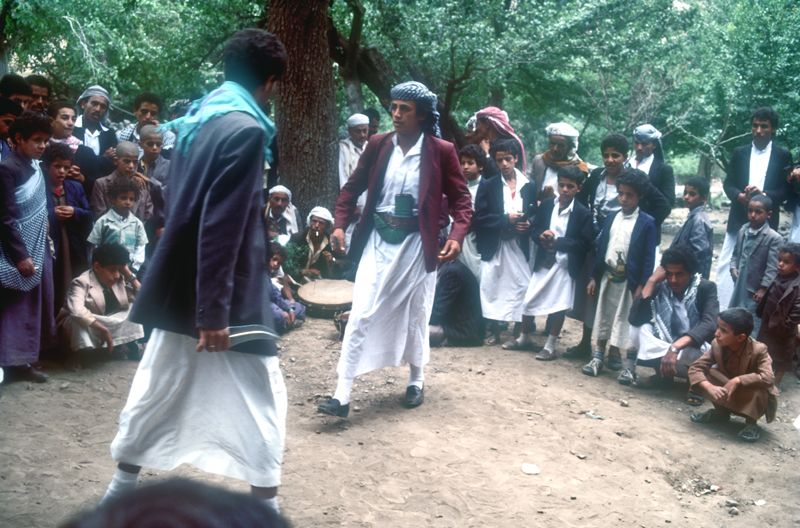
Rytualny taniec dżambia

Dżambia (arab. جمبية lub جنبية) – nóż bojowy, ale i ceremonialny, używany w krajach arabskich, w Turcji, Persji i Indiach.
Jako broń szczególnie popularny był w XVII i XVIII wieku. Głownia typowej dżambii jest obosieczna, krzywa, krótka z ością biegnącą przez całą jej długość. Rękojeści i pochwy tej broni mają różny kształt i dekorację w zależności od rejonu pochodzenia. Pochwa jest znacznie dłuższa od głowni, mocno wygięta, zakończona obłym guzem, dekorowana złotem, srebrem i drogimi kamieniami. Rękojeść oprawiona w róg, czasem żyrafi, o miodowożółtym kolorze.
Niektóre egzemplarze dżambii arabskich mają kształt litery U, a z bronią połączony jest bogato zdobiony pas. Marokańskie głównie dżambii są proste i jednosieczne do połowy długości (od rękojeści), a od połowy zakrzywione i obosieczne. Inne cechy tych dżambii to bardzo rzadko spotykana ość na głowni, rękojeści i pochwy wykonane z mosiądzu lub srebra, a głowice ich są zwykle płaskie i szerokie tzw. "w pawi ogon".
Tureckie dżambie, nazywane często błędnie kindżałami, posiadają głównie lekko zakrzywione, z ością lub bez, o lekko zakrzywionej pochwie. Najładniejsze egzemplarze pochodzą z Persji i Indii o głowniach ze stali damasceńskiej, czasem nabijanych złotem, o rękojeściach rzeźbionych z kości słoniowej, jadeitu lub nefrytu, wysadzane drogimi kamieniami. Ich głowice przyjmują formę końskiej główki, a pochwy pokrywa wytłaczana we wzory skóra lub jedwab.
Broń ta ma też inne znaczenie – jest to na Półwyspie Arabskim oznaka wolnego człowieka, a odebranie tej broni mężczyźnie rozumiane jest jako kara. Posiada też znaczenie ceremonialne, jak również cenny prezent ślubny i z okazji obrzezania.